# Romeo
Romeo (рус. Ромео) — второй мини-альбом корейского бой-бэнда SHINee, издан 25 мая 2009 года.

## Об альбоме
В основе концепции альбома лежит пьеса Уильяма Шекспира «Ромео и Джульетта».
Заглавная песня альбома — «Juliet», завоевала много наград в Азии. Песня была написана главным вокалистом группы под впечатлением от экранизации трагедии Шекспира «Ромео и Джульетта». Если посмотреть на трек-лист, можно понять, что весь альбом — это повествование истории Ромео и Джульетты. С первой встречи девочки и мальчика («Talk to You»), мальчик признался, что отдаст ей душу и сердце («Juliette»). Но у них всё не ладится («Hit Me Baby»). Девочка уходит, а мальчик впадает в депрессию из-за одиночества («Señorita»). Он пытается удержать девочку («Please, Don’t Go»). Но их история заканчивается так же трагично, как история Ромео и Джульетты («Romeo + Juliette»).

## Песни
Лирику для трека «줄리엣» (рус. Джульетта) написал Джонхён. Для данной композиции был использован семпл Корбина Блю из его песни «Deal With It». Клип на песню увидел свет 22 мая 2009 года, его главной героиней является Кристэль Чон из группы f(x).
Лирика всех песен, сложенная вместе, даёт пересказ истории Ромео и Джульетты.

## Список композиций
1. 니가 맘에 들어 (Talk To You)
2. 줄리엣 (Juliette)
3. 차라리 때려 (Hit Me)
4. 세뇨리따 (Señorita)
5. 잠꼬대 (Please, Don’t Go)
6. 소년, 소녀를 만나다 (Romeo + Juliette)